# Sepp Hopfer
Sepp Hopfer (* 19. März 1898 in Graz; † 2. April 1982 in Sankt Radegund bei Graz) war österreichischer Politiker (SPÖ) und Malermeister. Er war von 1955 bis 1959 Abgeordneter zum Österreichischen Nationalrat.

## Ausbildung und Beruf
Hopfer besuchte nach der Volksschule eine Bürgerschule und absolvierte im Anschluss eine Fachschule, wobei er den Beruf des Malers erlernte. Er bildete sich zum Malermeister weiter und wurde mit dem Berufstitel Kommerzialrat geehrt. 

## Politik
Hopfer wurde 1946 Kammerrat und engagierte sich als Obmannstellvertreter der Landes- und Bezirksorganisation des Freien Wirtschaftsverbandes. Zudem war er Vorstandsmitglied der Volkshilfe. Hopfer vertrat die Sozialdemokratische Partei Österreichs vom 1. Februar 1955 bis zum 9. Juni 1959 im Nationalrat. 